# Повітряні сили Боснії і Герцеговини
Бригада повітряних сил та протиповітряної оборони Боснії і Герцеговини (босн. Brigada Zračne snage i protivzračne odbrane Bosne i Hercegovine; серб. Бригада ваздушне снаге и противваздухопловна одбрана Босне и Херцеговине) — частина Збройних сил Боснії і Герцеговини. Штаб знаходиться у Сараєві. Зберігає робочі бази в Міжнародному аеропорту Сараєво, Міжнародному аеропорту Баня-Лука та Міжнародному аеропорту Тузла.

## Історія
Бригада повітряних сил та протиповітряної оборони Боснії і Герцеговини була сформована в 2006 році, коли були об'єднані елементи Армії Федерації Боснії і Герцеговини та Повітряних сил Республіки Сербської.

## Структура
Бригада повітряних сил та протиповітряної оборони зі штаб-квартирою на авіабазі у Сараєві та Баня-Луці. Складається з:
- 1-го ескадрону гелікоптерів на авіабазі в Баня-Луці;
- 2-го ескадрону гелікоптерів на авіабазі у Сараєві;
- Батальйону протиповітряної оборони на авіабазі у Сараєві;
- Батальйону раннього попередження та спостереження на авіабазі в Баня-Луці;
- Батальйону забезпечення польоту з відділеннями на обох авіабазах.

## Пункти базування
- Міжнародний аеропорт Баня-Лука
- Міжнародний аеропорт Сараєво
- Міжнародний аеропорт Тузла